# Edward Martin
Edward Martin (Greene megye, 1879. szeptember 18. – Washington, 1967. március 19.) az Amerikai Egyesült Államok szenátora (Pennsylvania, 1947–1959).